# تاي تزو يينغ
تاي تزو يينغ (مواليد 1994 م) لاعبة ريشة طائرة تايوانية، حازت على الميدالية الفضية في دورة الألعاب الأولمبية الصيفية 2020 (فردي السيدات).